# Hirao
Hirao (平生町?) è una cittadina giapponese della prefettura di Yamaguchi.